# Ansonia penangensis
Ansonia penangensis es una especie de anfibios de la familia Bufonidae.
Es endémica de la isla de Penang (Malasia).
Su hábitat natural incluye bosques tropicales o subtropicales secos y a baja altitud y ríos.